# Torano Nuovo
Torano Nuovo là một đô thị và thị xã của Ý. Đô thị này thuộc tỉnh Teramo trong vùng Abruzzo. Torano Nuovo có diện tích 10 km2, dân số theo ước tính năm 2005 của Viện thống kê quốc gia Ý là 1664 người. 
Các đơn vị dân cư: Petrella, Valle Santa Maria, Villa Bizzarri.
Đô thị Torano Nuovo giáp với các đô thị: Ancarano, Controguerra, Nereto, Sant'Egidio alla Vibrata, Sant'Omero.